# Somaliaökenlöpare
Somaliaökenlöpare (Cursorius somalensis) är en östafrikansk fågel i familjen vadarsvalor inom ordningen vadarfåglar. Den förekommer i nordöstra Afrika och lever liksom andra ökenlöpare i torra områden. Beståndet anses vara livskraftigt. Somaliaökenlöparen behandlades tidigare som underart till ökenlöparen.

## Kännetecken

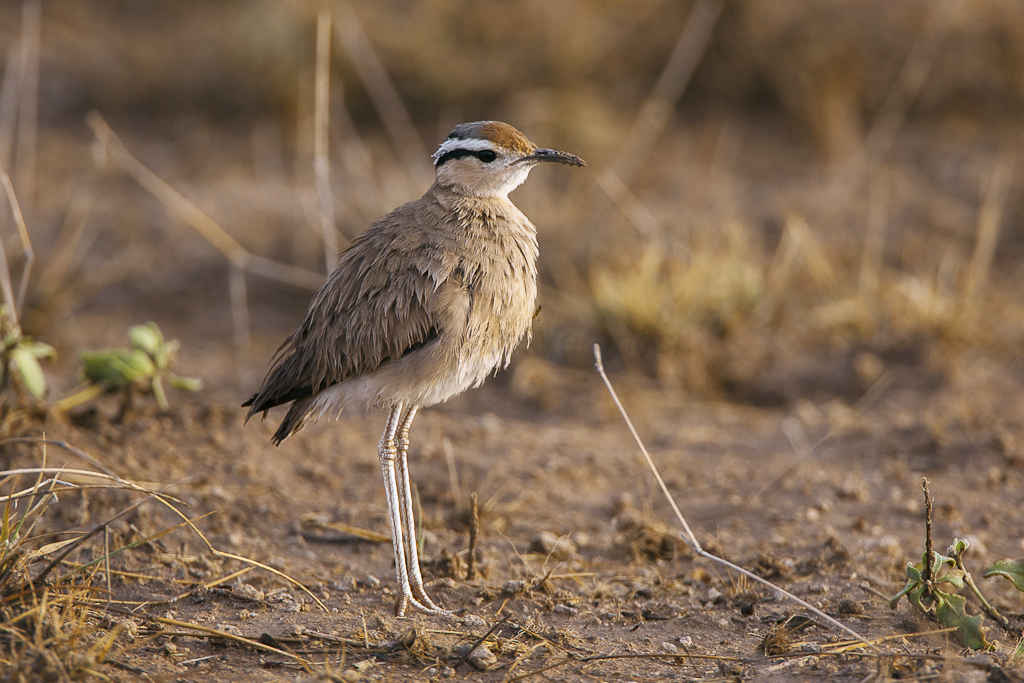

Liksom alla ökenlöpare är somaliaökenlöparen sandfärgad med upprätt hållning och långa, rangliga ben. Den flyger snabbt, men springer hellre undan om den störs. I flykten påminner den om en vadarsvala med sina lugna vingslag och spetsiga vingar. Denna art är mycket lik ökenlöparen (Cursorius cursor), men skiljer sig genom att vara mindre (20–22 centimeter) och blekare, med ljus (inte mörk) undersida av vingarna. Underarten littoralis (se nedan) är mörkare än nominatformen och mer gråbrun. Lätet är ett vasst ouitt-ouitt.

## Utbredning och systematik
Somaliaökenlöpare är endemisk för nordöstra Afrika och delas in i två underarter med följande utbredning:
- Cursorius somalensis somalensis Shelley, 1885 – förekommer från Eritrea till Etiopien och Somalia
- Cursorius somalensis littoralis Erlanger, 1905 – förekommer i allra sydöstligaste Sydsudan, norra Kenya och södra Somalia

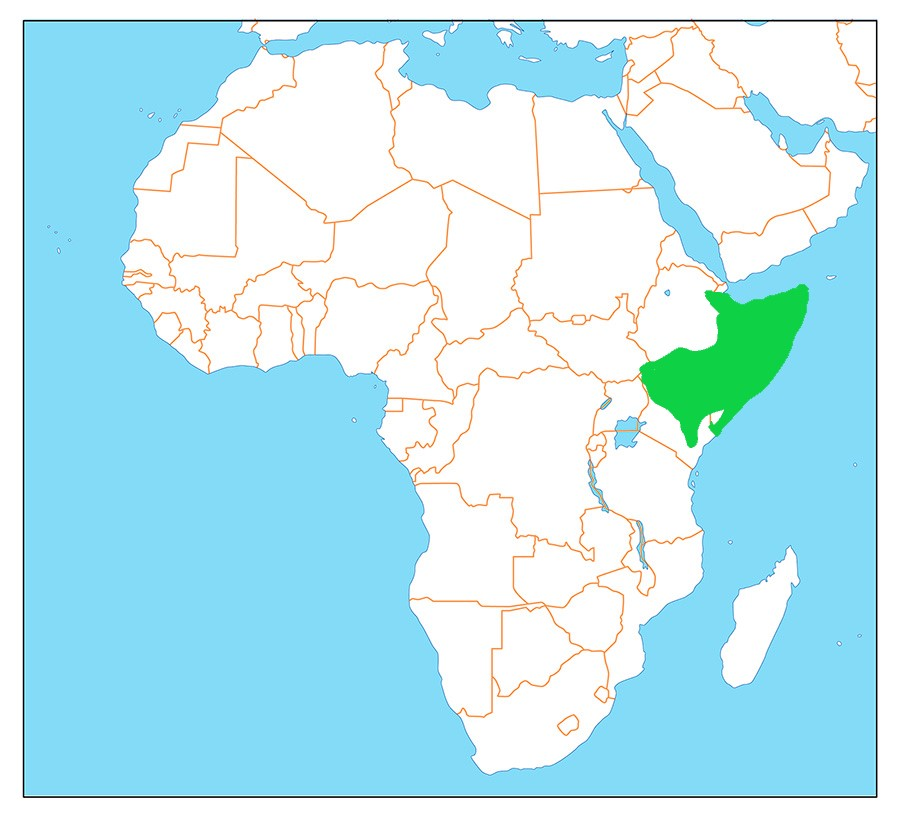
Somaliaökenlöparens utbredning.

Somaliaökenlöpare behandlades länge som underart till ökenlöpare men studier visade att den bättre beskrevs som en egen art. Den har tidigare även behandlats som underart till kapökenlöpare. Alla ledande internationella taxonomiska auktoriteter behandlar den numera som en egen art.

## Ekologi
Trots att den är en vadare så återfinns den i torra öppna biotoper, företrädesvis i semiöken. Den häckar februari–juni i norra Somalia, april–juni och återigen i november–december i södra Smalia, i Etiopien i maj och april–september i Kenya. Fågeln lägger två ägg i en uppskrapad hålighet direkt på marken. Födan består av insekter som den jagar springande på marken.

## Status
Arten har ett stort utbredningsområde och internationella naturvårdsunionen IUCN kategoriserar arten som livskraftig. Beståndsutvecklingen är dock oklar. Världspopulationen uppskattas till mellan 50 000 och 20 000 adulta individer.

## Namn
Somaliaökenlöparens vetenskapliga artnamn somalensis betyder just "från Somalia".